# Храбрый (линейный корабль, 1847)
«Храбрый» — парусный линейный корабль Черноморского флота Российской империи, находившийся в составе флота с 1847 по 1855 год, один из двух кораблей одноимённого типа, участник Крымской войны. Во время несения службы по большей части участвовал в практических плаваниях в Чёрном море и перевозке войск, а во время обороны Севастополя был затоплен на рейде при оставлении города гарнизоном.

## Описание корабля

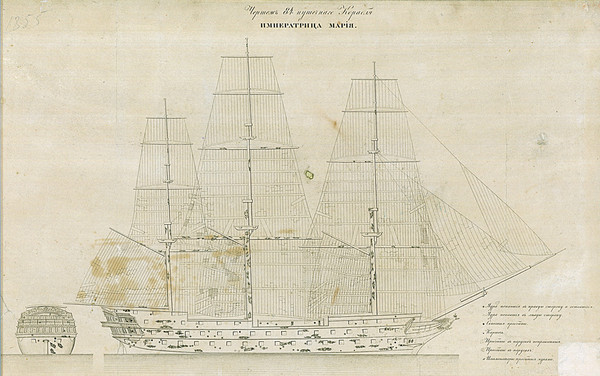
Чертеж боевых повреждений однотипного линейного корабля «Императрица Мария» из фондов ЦВММ

Один из двух парусных 84-пушечных линейных кораблей одноимённого типа, строившихся в Николаеве с 1841 по 1853 год. Корабли этого типа являлись самыми крупными кораблями 84-пушечного ранга за всю историю флота. Водоизмещение корабля составляло 4160 тонн, длина между перпендикулярами — 61 метр, длина по гондеку — 62,8 метра, ширина — 12,3 метра, а осадка — 7,3 метра. Вооружение корабля по сведениям из различных источников составляли от 84 до 86 орудий, из них восемь 68-фунтовых бомбических орудий, пятьдесят шесть 36-фунтовых и двадцать 24-фунтовых пушек. Экипаж корабля состоял из 770 человек.
Корабль был последним из трёх парусных линейных кораблей российского флота, названных этим именем. До этого одноимённые корабли строились в 1775 и 1808 годах, оба ранее построенных корабля несли службу в составе Балтийского флота. Также в составе флота с 1779 по 1788 год нёс службу одноимённый парусный фрегат.

## История службы
Линейный корабль «Храбрый» был заложен 15 (27) июня 1841 года на стапеле Николаевского адмиралтейства и после спуска на воду 25 июня (7 июля) 1847 года вошёл в состав Черноморского флота России. Строительство вёл кораблестроитель подполковник Корпуса корабельных инженеров С. И. Чернявский. В ноябре следующего 1848 года корабль перешёл из Николаева в Севастополь.
В кампании 1849 и 1852 годов в составе эскадр кораблей Черноморского флота принимал участие в практических плаваниях в Чёрном море. В кампанию следующего 1853 года с июня по август также принимал участие в практическом плавании, в том числе во время учебной атаки флота на Севастопольский рейд 12 (24) августа находился на стороне атакующих. В кампанию того же года с 17 (29) сентября по 2 (14) октября в составе эскадры вице-адмирала П. С. Нахимова принимал участие в перевозке войск из Севастополя в Сухум-Кале, так на корабле было перевезено 955 солдат и офицеров Виленского полка 13-й дивизии.
Принимал участие в Крымской войне, 11 (23) октября 1853 года вышел из Севастополя к анатолийскому берегу для поиска турецких судов в составе эскадры вице-адмирала П. С. Нахимова. С 8 (20) по 10 (22) ноября эскадра выдержала сильный шторм. Во время шторма «Храбрый» потерял грота-рей, в связи с чем был отправлен на ремонт в Севастополь. После ремонта 20 ноября (2 декабря) вышел из Севастополя к Синопу, однако, не обнаружив там эскадры П. С. Нахимова, пошел мимо Трапезунда к Сухум-Кале и к 8 (20) декабря Севастополь.
С апреля 1854 года находился на рейде Севастополя. В январе следующего 1855 года корабль был поставлен между Павловской и четвертой батареями и на нём осталось только 248 человек экипажа и 59 орудий. После затопления на рейде 13 (25) февраля 1855 года линейных кораблей «Святослав», «Ростислав» и «Двенадцать апостолов», оставался в Севастополе в составе отряда их шести боеспособных линейных кораблей Черноморского флота, также включавшем корабли «Чесма», «Великий князь Константин», «Императрица Мария», «Париж» и «Ягудиил». 28 августа (9 сентября) линейный корабль «Храбрый» был затоплен на Севастопольском рейде при оставлении города гарнизоном. После войны при расчистке Севастопольской бухты в 1861 году был поднят по частям.

## Командиры корабля
Командирами линейного корабля «Храбрый» в разное время в звании капитанов 1-го ранга служили:
- С. А. Стерленгов (с 29 ноября (11 декабря) 1845 года до 1848 года)[8];
- Ф. Д. Бартенев (1849—1855 годы)[9][10].